# جونسون بواليا
جونسون بواليا (بالإنجليزية: Johnson Bwalya)‏ هو لاعب كرة قدم زامبي في مركز الوسط، ولد في 3 ديسمبر 1967 في Mufulira ‏ في زامبيا. شارك مع منتخب زامبيا لكرة القدم. أما مع النوادي، فقد لعب مع نادي سيون ونادي فرايبورغ ونادي كرينز ونادي لوزيرن.

## وصلات خارجية
- جونسون بواليا على موقع قاعدة بيانات كرة القدم.إي يو (الإنجليزية)
- جونسون بواليا على موقع ناشيونال فوتبول تيمز (الإنجليزية)
- جونسون بواليا على موقع عالم كرة القدم.نت (الإنجليزية)
- جونسون بواليا على موقع أوليمبيديا (الإنجليزية)